# 秋元源彌 (1886年生の実業家)
秋元 源彌（秋元 源弥、あきもと げんや、前名・梅吉、1886年〈明治19年〉5月18日 - 1963年〈昭和38年〉8月2日）は、日本の商人（近江屋、皮革商）、実業家。秋元皮革社長。

## 経歴
東京府人・秋元源彌の二男。1915年、家督を相続し、前名・梅吉を改める。「近江屋」と称し、皮革商を営み傍ら会社の重役である。秋元皮革を設立、社長に就任する。また旭薬品工業、日本家畜市場、千住屠場各取締役、日本畜産工業常務取締役などをつとめる。

## 人物
1936年、紺綬褒章を賜る。宗教は真宗。趣味は読書、旅行、事業。住所は東京市下谷区入谷町、坂本町2丁目、墨田区吾嬬町東5丁目。営業所は荒川区三河島。かつての族籍は東京府平民であった。

## 家族・親族
秋元家
- 父・初代源彌（1855年 - 1915年、皮革商、近江屋） - 近江国坂田郡甲田村（現滋賀県彦根市甲田町）生まれ[10]。
- 弟・喜市（1893年 - ?、肥料商、秋元油肥製造所）
- 妻・八重野（1884年 - ?、大阪、芝崎彌七の長女）[2][4][6][注 1]
- 長男・武夫（1904年 - ?、秋元皮革取締役）[9]
- 二男・健二（1908年 - ?、秋元皮革社長）[12] - 三笠屋商店代表をつとめる[13]。油脂工業を営む[9]。秋元皮革取締役[1]を経て社長に就任する。趣味は写真、旅行[9]。宗教は真宗[9]。住所は東京市下谷区長者町[9]、台東区下谷2丁目、墨田区立花5丁目[12]。
- 長女[4][6]
- 二女[3]